# فونت‌لب
فونت‌لب (انگلیسی: FontLab)یک نرام‌افزار ویرایشگر فونت است که توسطFontlab Ltd. برای سیستم عامل‌های ویندوز و مک‌اواس گسترش یافته است.

## تاریخچه
این نرم‌افزار ابتدا توسط شرکت SoftUnion Ltd. در سن پترزبورگ، روسیه، با مدیریت برنامه‌نویس اصلی یوری یارمولا توسعه یافت. در سال ۱۹۹۲، شرکت Pyrus North America Ltd. در ایالات متحده تأسیس شد تا FontLab 2.0 را برای ویندوز ۳٫۰ که در سال ۱۹۹۳ منتشر شد، توزیع و بازاریابی کند. در نهایت، Pyrus North America تمامی حقوق FontLab را خریداری کرد، یارمولا را استخدام نمود و سپس با تغییر ساختار به Fontlab Ltd. , Inc. تبدیل شد. این شرکت به صورت توزیع‌شده فعالیت می‌کند، اما برنامه‌نویسی همچنان عمدتاً توسط تیمی روسی، بخشی از آن در سن پترزبورگ، انجام می‌شود، در حالی که شرکت در پاناما ثبت شده است.
اولین محصول FontLab برای مک FontLab 3 بود که در سال ۱۹۹۸ منتشر شد. FontLab Studio 5 اولین نسخه‌ای بود که به‌طور همزمان برای هر دو سیستم‌عامل مک و ویندوز عرضه شد. اگرچه در ابتدا نسخه‌های ویندوز همیشه زودتر منتشر می‌شدند، اما از زمان عرضه FontLab 6 (VI)، هر دو نسخه به‌طور همزمان منتشر می‌شوند.
علاوه بر این، FontLab ویرایشگرهای فونت جانبی برای بازارهای خاص توسعه داده است.
TypeTool، نسخه‌ای ساده‌شده از FontLab Studio، به عنوان یک ویراستار فونت ابتدایی و اقتصادی طراحی شده است که ویژگی‌های ساده‌ای برای پروژه‌های کوچک ارائه می‌دهد. در گذشته، AsiaFont Studio (یا Fontlab Composer) نسخه‌ای پیشرفته‌تر از FontLab بود که امکاناتی برای ویرایش فونت‌های چینی، ژاپنی و کره‌ای داشت. این قابلیت‌ها از نسخه ۵٫۱ به بعد در FontLab Studio گنجانده شده‌اند.
ویژگی‌های OpenType برای اسکریپت‌های پیچیده‌ای مانند عربی، دیواناگری و تای به‌صورت مستقیم پشتیبانی نمی‌شوند اما می‌توان آن‌ها را اضافه کردMicrosoft’s Volt.
فونت‌لب همچنین مجموعه‌ای از ابزارهای طراحی و تبدیل فونت را برای سیستم نرم‌افزاری فونت غیرمتمرکز خود در آن زمان ایجاد کرد. ScanFont یکی از این ابزارها بود که وظیفه تبدیل تصاویر اسکن‌شده و بیت‌مپ‌های گلیف‌ها به گلیف‌های وکتوری را بر عهده داشت. این ابزار در ابتدا بخشی از FontLab 2 بود، اما در نسخه بعدی به یک برنامه مستقل تبدیل شد. با عرضه FontLab VI، قابلیت‌های ScanFont دوباره در برنامه اصلی ادغام شد.
بعد از آن TransType معرفی شد، یک تبدیل‌کننده فونت برای انتقال فونت‌ها بین فرمت‌های تروتایپ، اوپن‌تایپ و تایپ ۱ فونت و همچنین بین پلتفرم‌های مکینتاش و ویندوز. پس از آن، چند تبدیل‌کننده فونت کوتاه‌مدت و تخصصی‌تر عرضه شدند: FONmaker برای تبدیل فونت‌های وکتور به بیت‌مپ؛ FontFlasher برای تبدیل فونت‌های وکتور «معمولی» به فونت‌های وکتور پیکسلی برای نمایش با وضوح پایین در برنامه‌های فلش؛ و FogLamp برای تبدیل فایل‌های اصلی Fontographer به فرمت‌های مدرن. (نسخه‌های جدیدتر FontLab Studio, FontLab VI، و FontLab 7 اکنون می‌توانند فایل‌های اخیر Fontographer را به‌صورت مستقیم باز کنند)

## تاریخچه انتشار
- FontLab 8 ژوئن ۲۰۲۲ (مک و ویندوز)
- FontLab 7 نوامبر ۲۰۱۹ (مک و ویندوز)
- FontLab VI دسامبر ۲۰۱۷ (مک و ویندوز)
- TypeTool 3 مارس ۲۰۰۷ (مک و ویندوز)
- FontLab Studio 5 دسامبر ۲۰۰۵ (مک)، نوامبر ۲۰۰۵ (ویندوز)
- FontLab 4 دسامبر ۲۰۰۱ (ویندوز)
- FontLab 3 ژوئن ۱۹۹۸ (ویندوز)، آوریل ۱۹۹۹ (مک)
- TypeTool اوت ۱۹۹۷ (ویندوز)